# Albatros Travel
Albatros Travel er et familieejet internationalt rejsebureau, der blev grundlagt i 1986 af biolog Søren Rasmussen og hans ven Josh Wald. Efter nogle år skiltes de to kompagnoners veje, og Søren Rasmussen og hustruen Berit Willumsgaard drev virksomheden videre i det indre København. 
Albatros Travel er specialiseret i grupperejser og laver i dag rejser til hele verden. Albatros Travel har kontorer i Danmark, Kina, Afrika, Grønland og Indien. Hovedkvarteret ligger i Tøndergade 16 på Vesterbro i København.
Rasmussen har været interesseret i at drive en virksomhed, "der går op i bæredygtighed og humanitært arbejde". Albatros Travel er derfor involveret i en del CSR-projekter rundt om i verden. Rejsebureauets filosofi er "Rejs med hjerte, hjerte og holdning" – en slags etisk guideline for alle, der rejser ud og oplever verden. Det handler fx om, at man ikke køber varer fremstillet af truede dyrearter, at man ikke tager billeder uden tilladelse, at man rejser skånsomt og tænker på miljøet m.v.
Albatros Travel er i dag, anno 2013 stadig familieejet.